# Agfa-Gevaert

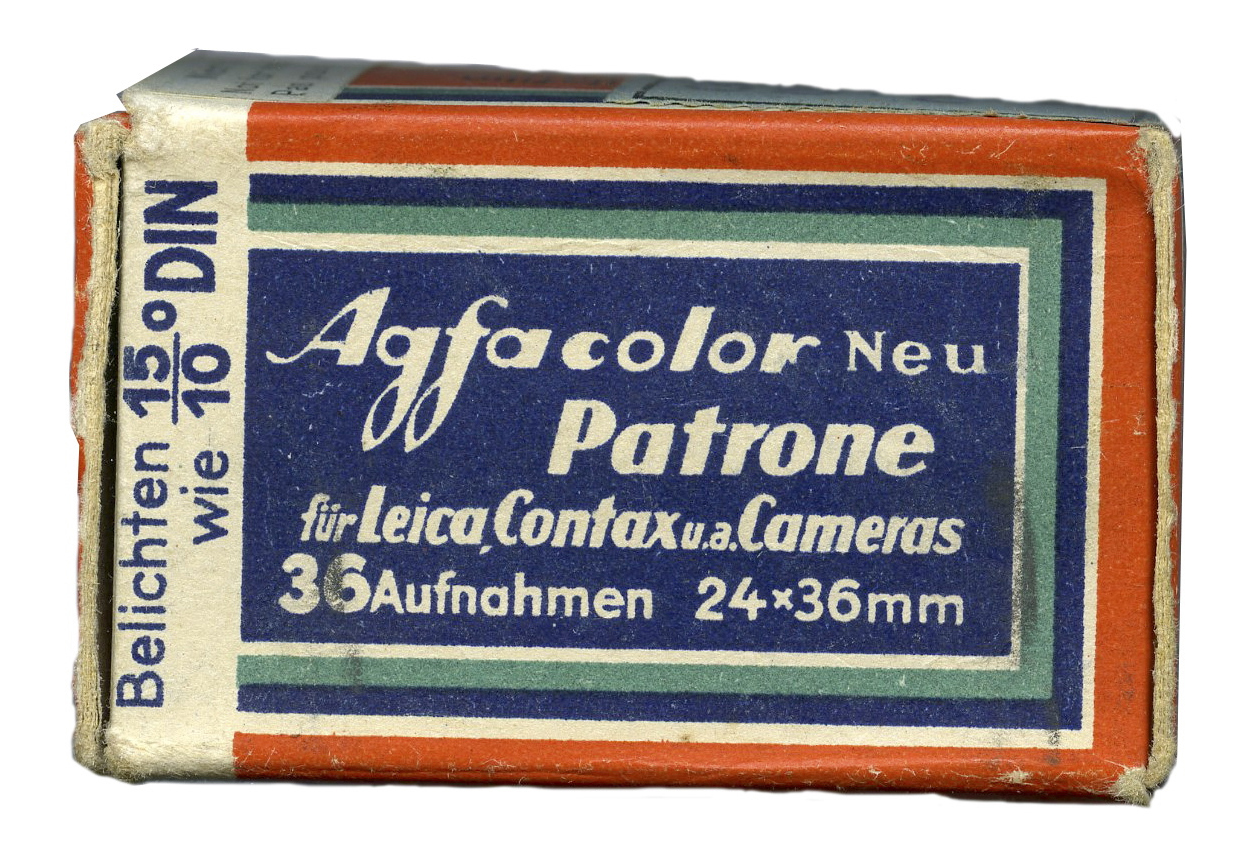
Film kolorowy Agfacolor Neu (1936)

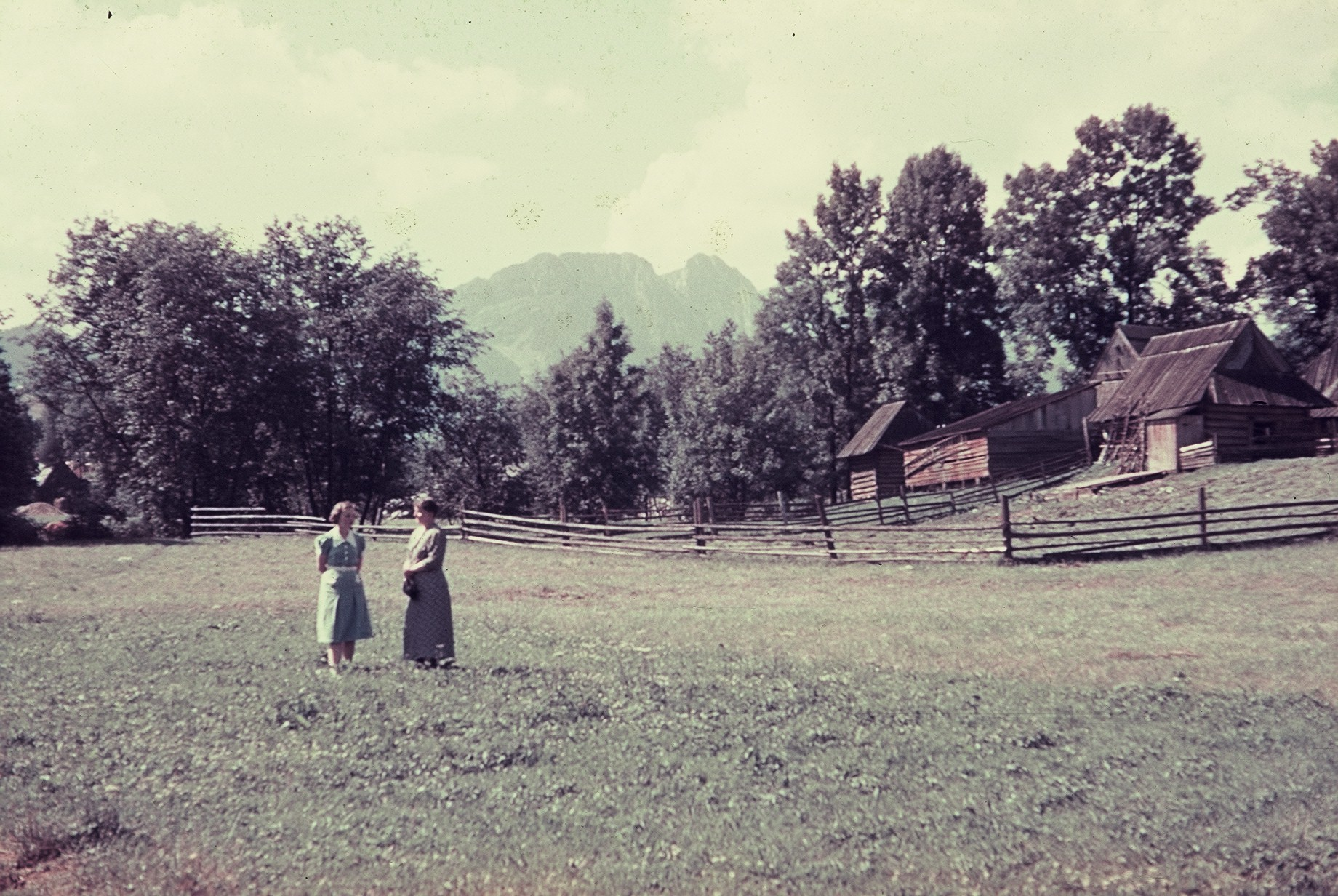
Zakopane w 1938 na fotografii barwnej Agfacolor Neu

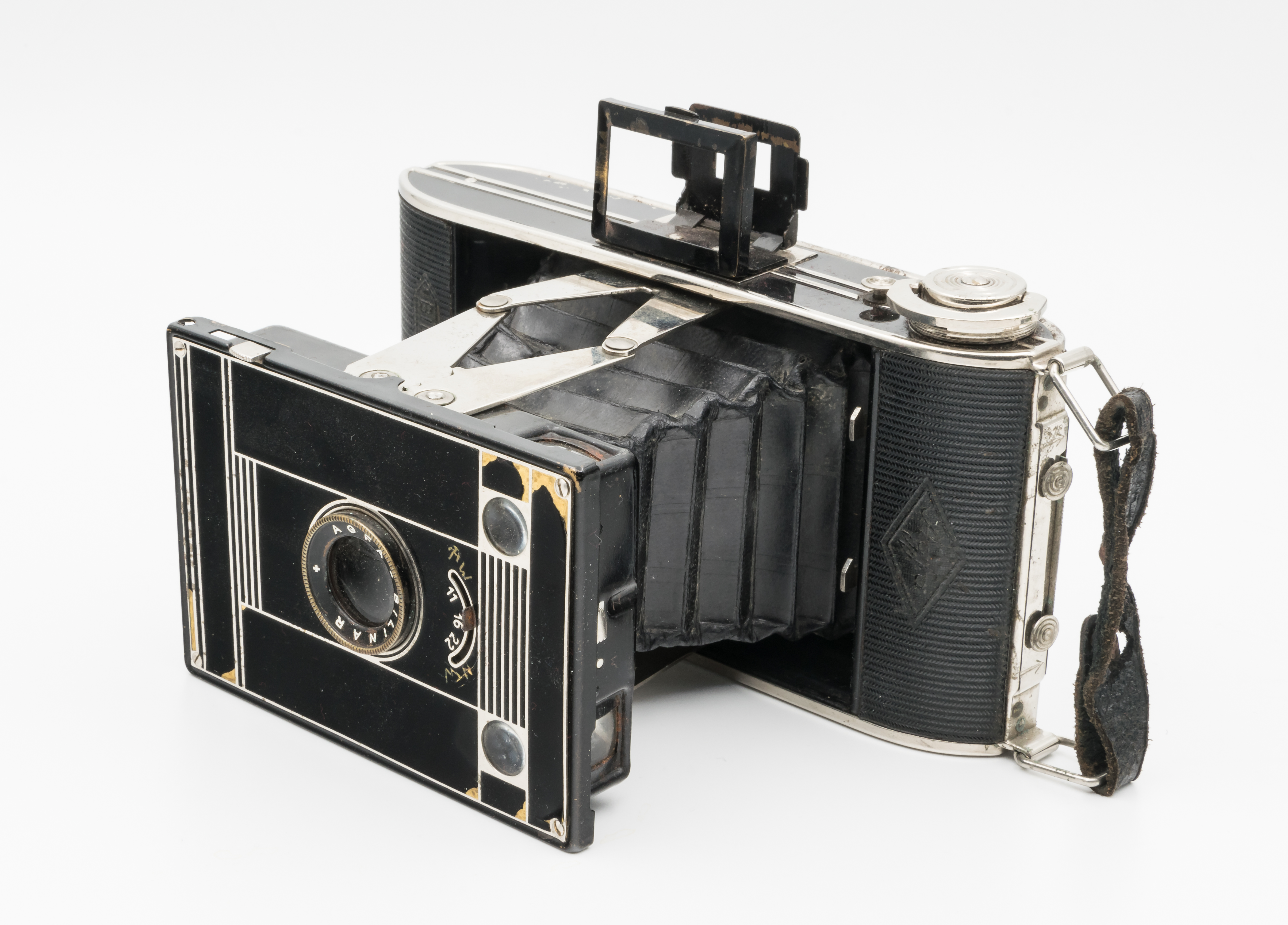
Aparat mieszkowy Agfa Billy-Clack

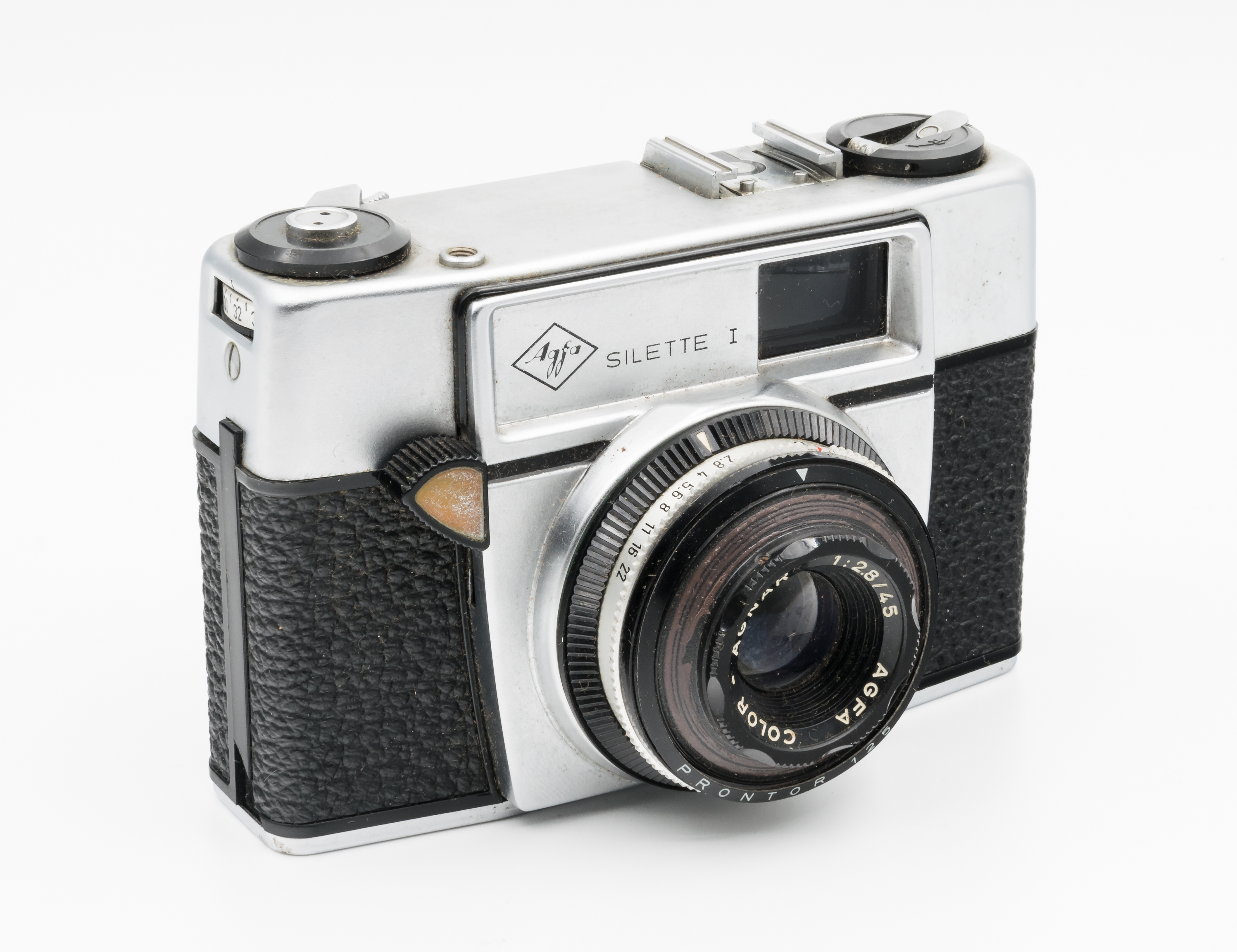
Aparat małoobrazkowy Agfa Silette I

Agfa-Gevaert N.V. (Agfa, znana także jako AGFA) – producent materiałów i urządzeń używanych w poligrafii oraz diagnostyce medycznej. Firma została założona w 1867 nieopodal Berlina jako fabryka barwników sztucznych pod nazwą Aktiengesellschaft für Anilinfabrikation. Obecnie jej centrala znajduje się w Mortsel w Belgii. Spółka akcyjna, notowana na platformie Euronext poprzez giełdę w Brukseli oraz na giełdzie we Frankfurcie.
Od roku 1925 firma była członkiem kartelu IG Farben. Koncern uczestniczył w zbrodniach wojennych, m.in. przez wykorzystywanie pracy przymusowej więźniów. Po II wojnie kierownictwo kartelu było sądzone w procesach norymberskich. W 1951 roku koncern został przymusowo podzielony na cztery przedsiębiorstwa, m.in. Agfa.
Agfa dostarczała dawniej produkty stosowane w fotografii tradycyjnej (chemicznej) – takie jak negatywy, papier fotograficzny, taśmy filmowe, barwne i czarno-białe, a także taśmy do nagrań audiowizualnych (np. taśmy magnetofonowe, nośniki wideo) oraz produkty technologii cyfrowej – jak dyski kompaktowe itp. Ponadto firma Agfa była dostawcą chemikaliów do obróbki fotograficznej. W 1916 r. rozpoczęto tu prace nad kolorowymi materiałami fotograficznymi, które zaowocowały wprowadzeniem w 1936 r. przełomowego, chronionego 278 patentami filmu odwracalnego Agfacolor Neu. Był to drugi w historii (po Kodachrome firmy Eastman Kodak) materiał, który dzięki zastosowaniu wielowarstwowej emulsji światłoczułej pozwalał na wykonanie barwnej fotografii przy zaledwie jednokrotnym naświetleniu, z użyciem pojedynczego filmu. Ze względu na późniejsze uchylenie niemieckich patentów, a także prostszy sposób obróbki, metoda Agfy została przyjęta przez większość producentów materiałów barwnych. W 1959 r. Agfa wprowadziła pierwszy automatyczny aparat fotograficzny na błonę 35 mm – Agfa Optima. W latach 70. – 90. XX wieku firma ta była uważana za jednego z czołowych dostawców materiałów fotograficznych.
Film barwny Agfacolor zapisał się w historii Polski. Na filmie Agfa inżynier Tadeusz Jankowski nakręcił pierwszy polski film kolorowy z 1937 roku „Wesele księżackie w Złakowie Borowym” (nagrodzony na Wystawie Światowej w Paryżu w 1937).
Filmu Agfa używał inżynier Zygmunt Szczotkowski, pionier i popularyzator fotografii barwnej w II RP, który dokumentował Kraków, Szczawnicę i Zakopane pod koniec lat 30. XX w. Henryk Poddębski był jednym z nielicznych polskich fotografów używających filmów Agfacolor w latach 30. XX w. Znany fotograf i profesor Politechniki Lwowskiej Jan Alojzy Neuman fotografował przedwojenną Warszawę w 1938 roku w postaci fotografii kolorowych Agfacolor. Niemiecki fotograf Hugo Jaeger wykonał tysiące fotografii barwnych Agfacolor dokumentujących początek drugiej wojny światowej w Polsce w 1939 roku, Wojsko Polskie i niemieckich okupantów w zniszczonych przez Hitlera polskich miastach. Obrona Poczty Polskiej w Gdańsku dnia 1 września 1939 roku została uwieczniona na co najmniej jednej fotografii Agfacolor. August Gauer wykonał w 1940 roku kolorowe fotografie Agfacolor przedstawiające ciało majora Hubala.
Fotograf Hans Joachim Flessing wykonywał fotografie Agfacolor w czasie okupacji niemieckiej w Warszawie w tym unikalne zdjęcia luksusowych kamienic na Marszałkowskiej.
Fotograf Zbigniew Borowczyk zdążył wykonać trzy fotografie barwne nocą, natomiast Karol Grabski jedną wieczorem podczas powstania w getcie warszawskim i przekazali je do Muzeum Historii Żydów Polskich, które je opublikowało. Rosemarie Lincke wykonała jedną fotografię Agfacolor w dzień podczas powstania w getcie warszawskim z dachu Sądów na Lesznie. Niemiecki lekarz z Wehrmachtu, chirurg Gerhard Wiechmann wykonał 16 kolorowych zdjęć Agfacolor w czasie powstania warszawskiego i przekazał je po wojnie Muzeum Warszawy, ale tylko kilka z nich opublikowano w prasie. Polka walcząca w szeregach Armii Krajowej Ewa Faryaszewska wykonała 31 kolorowych fotografii Agfa w czasie powstania warszawskiego. Zdjęcia zostały opublikowane staraniem Muzeum Warszawy w albumie „Fotografie ruin. Ruiny fotografii.” w 2004. Nieznany niemiecki żołnierz wykonał w czasie drugiej wojny światowej w Warszawie w 1940 roku dwa kolorowe, nieme filmy Agfa przedstawiające miasto oraz getto. Filmy te znajdują się w amerykańskim muzeum holokaustu oraz w sieci. Ernst Herrmann wykonał serię fotografii barwnych głodujących Żydów przetrzymywanych w getcie warszawskim. Walter Genewein wykonał wiele kolorowych fotografii Agfacolor podczas II wojny światowej we Wrocławiu, w getcie łódzkim, w okupowanej Warszawie i podczas powstania w getcie białostockim.
Film barwny Agfa był używany także sporadycznie w niemieckim obozie zagłady Auschwitz-Birkenau zarówno w szpitalu obozowym jak i w ogrodzie domu komendanta obozu Rudolfa Hoessa, gdzie wypoczywał z rodziną według wspomnień fotografa Wilhelma Brasse oraz Muzeum Dziedzictwa Żydowskiego w Nowym Jorku. Amerykański lekarz dr Maurice Kaplan wykonał kolorowy fotoreportaż ze zburzonej Warszawy w 1947 w technice Agfacolor i przekazał go do amerykańskiego muzeum holokaustu.

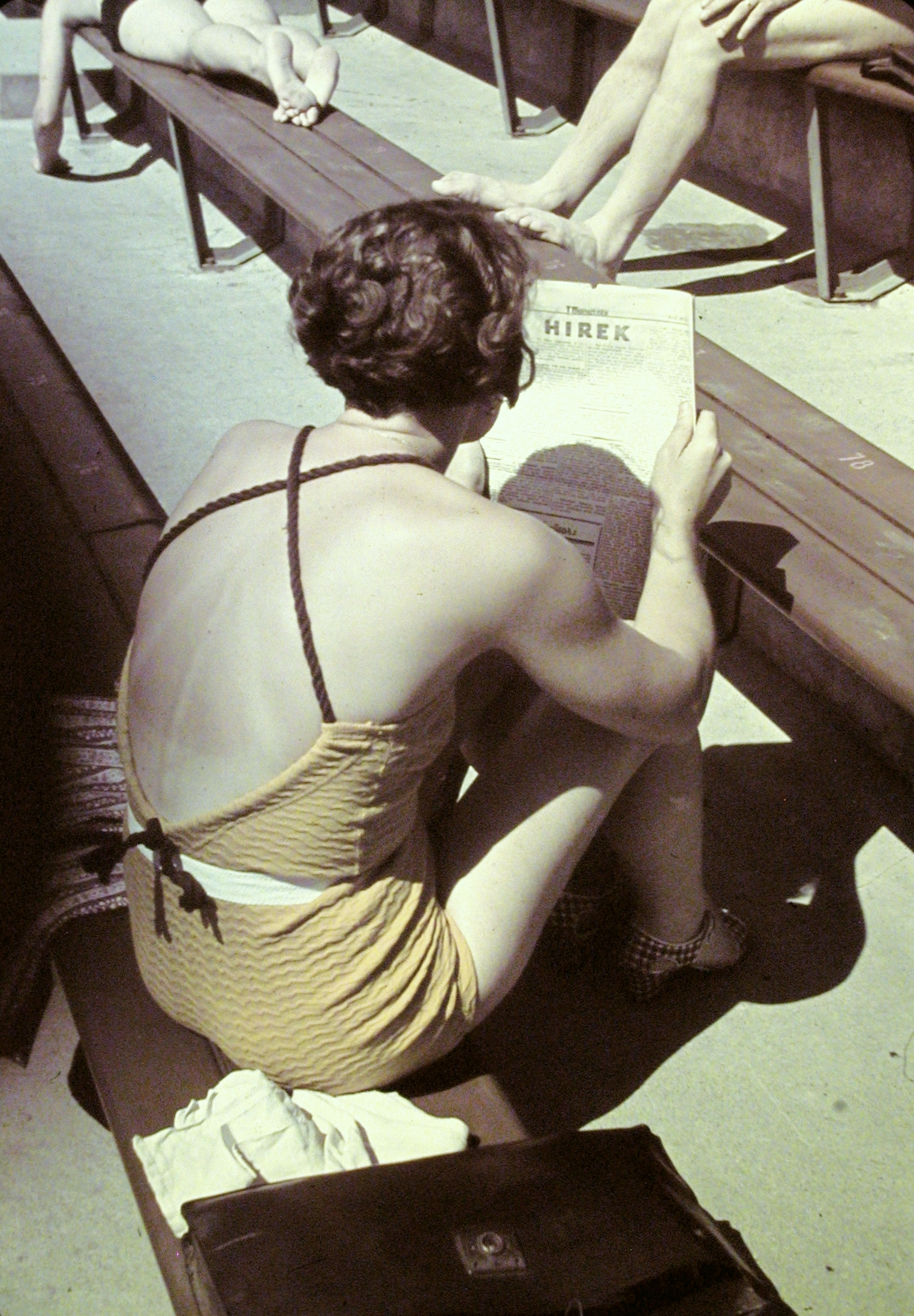
Fotografia Agfacolor wykonana na Węgrzech w 1938 roku
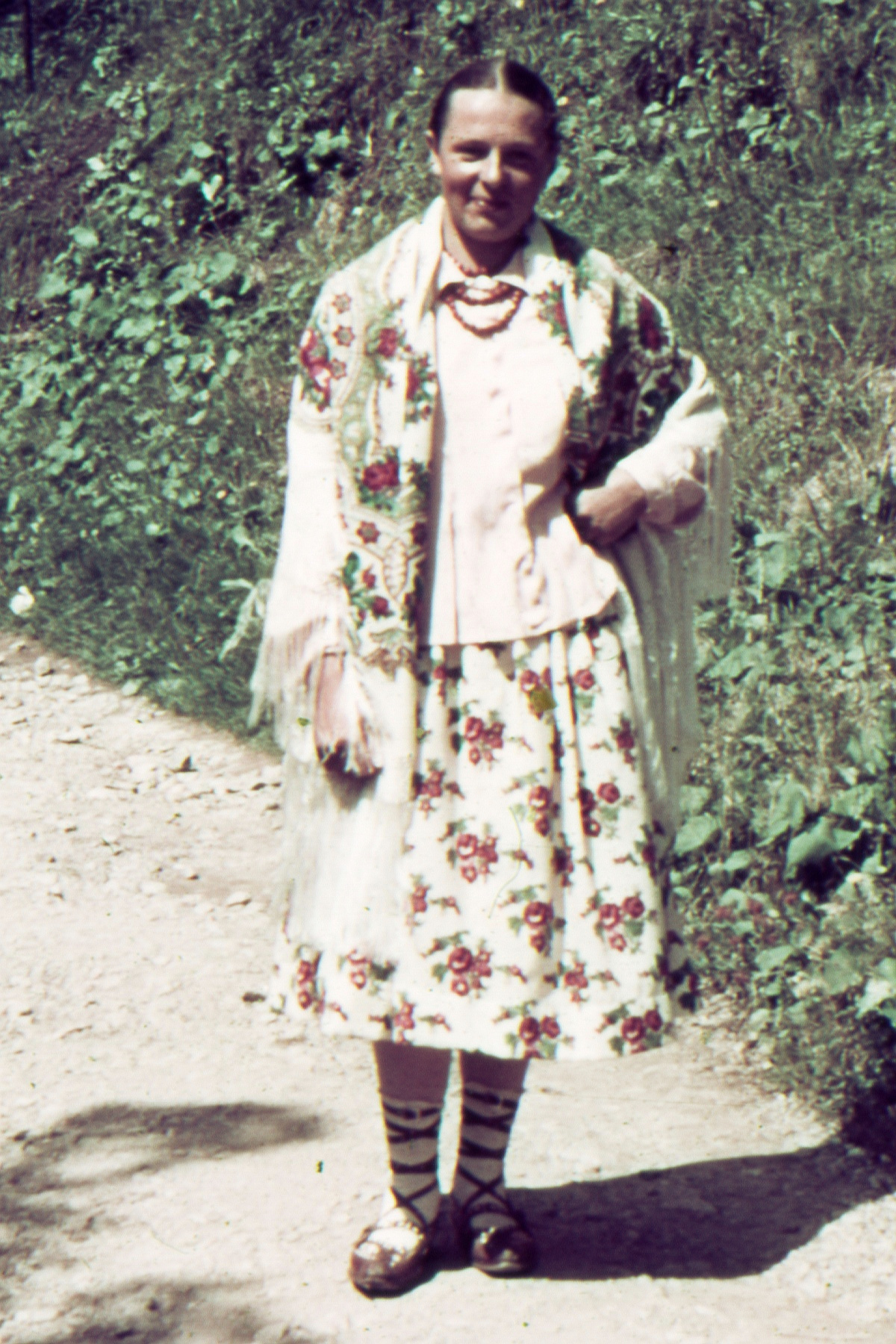
Fotografia Agfacolor wykonana w Polsce w 1938 roku
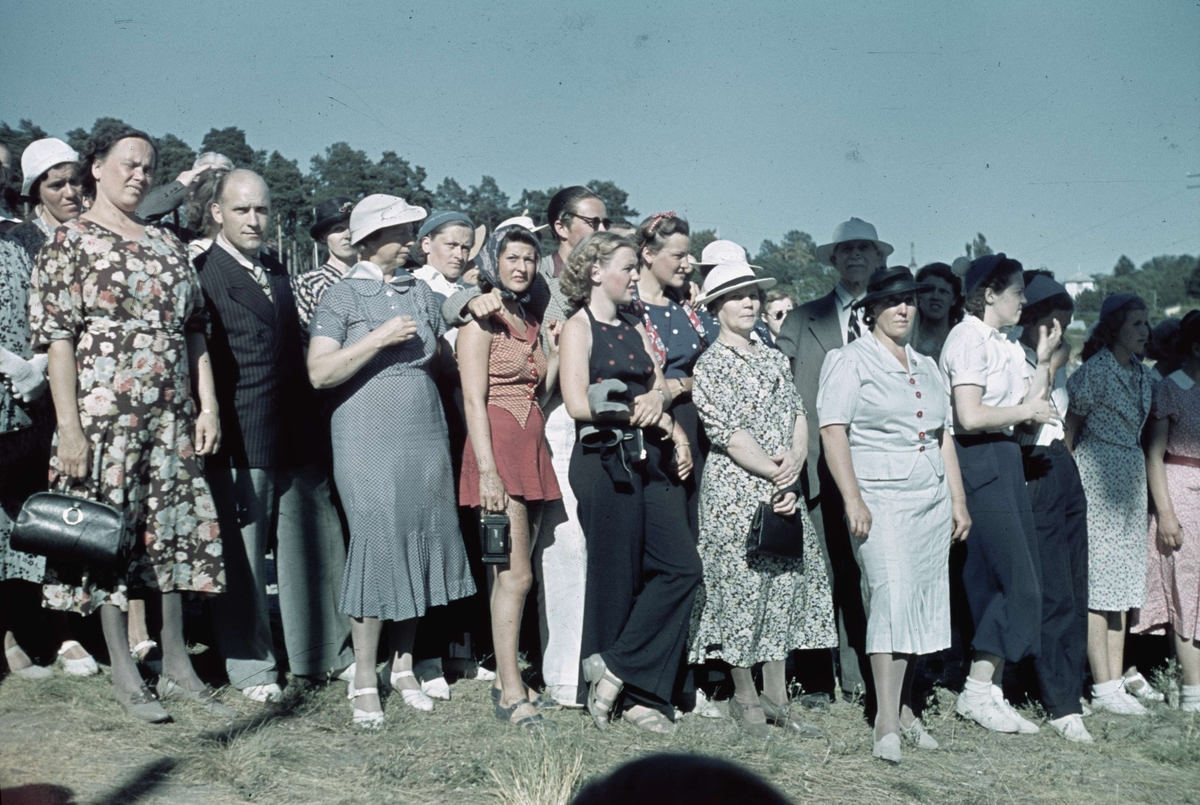
Fotografia Agfacolor wykonana w Szwecji w 1938 roku
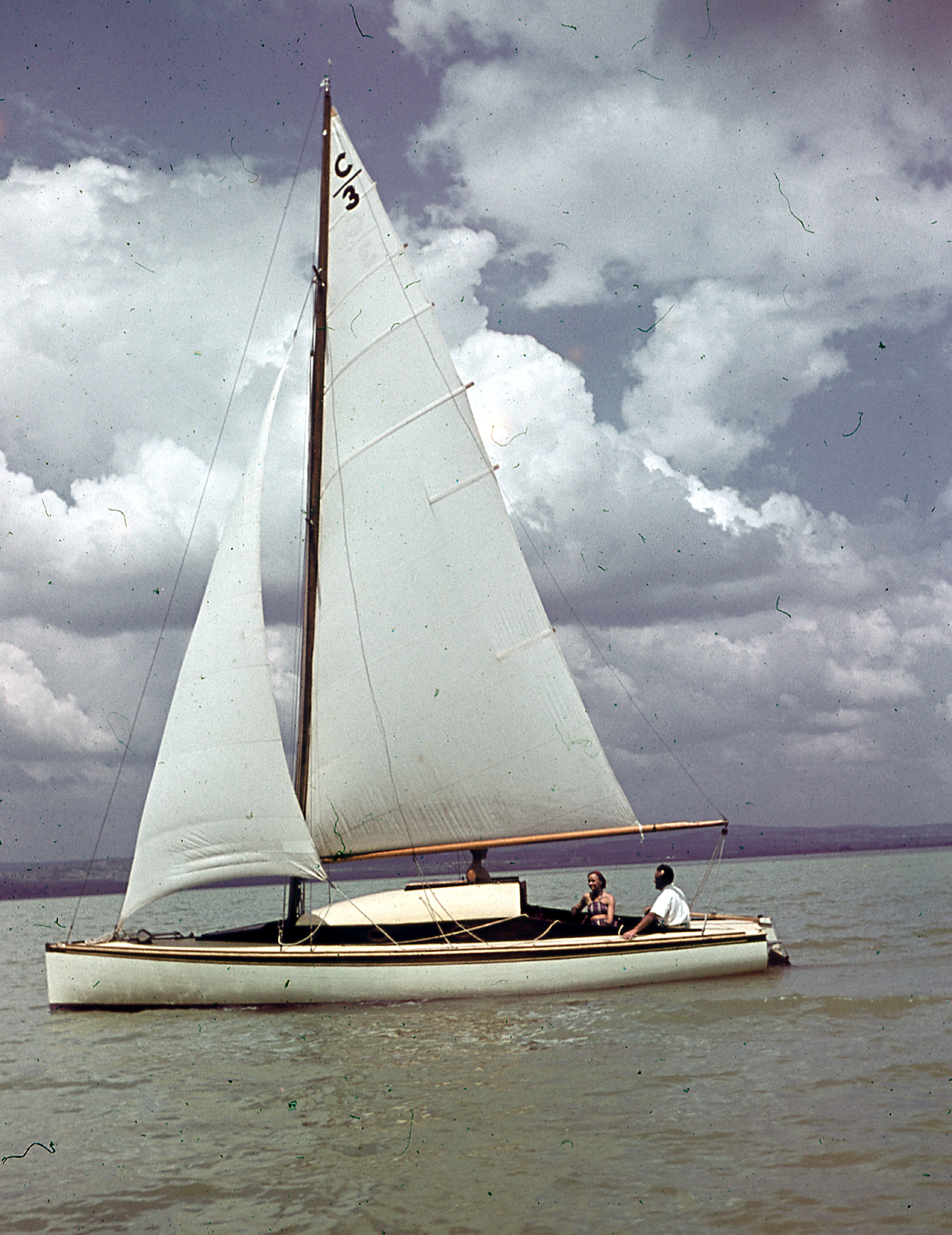
Fotografia Agfacolor wykonana na Węgrzech w 1939 roku
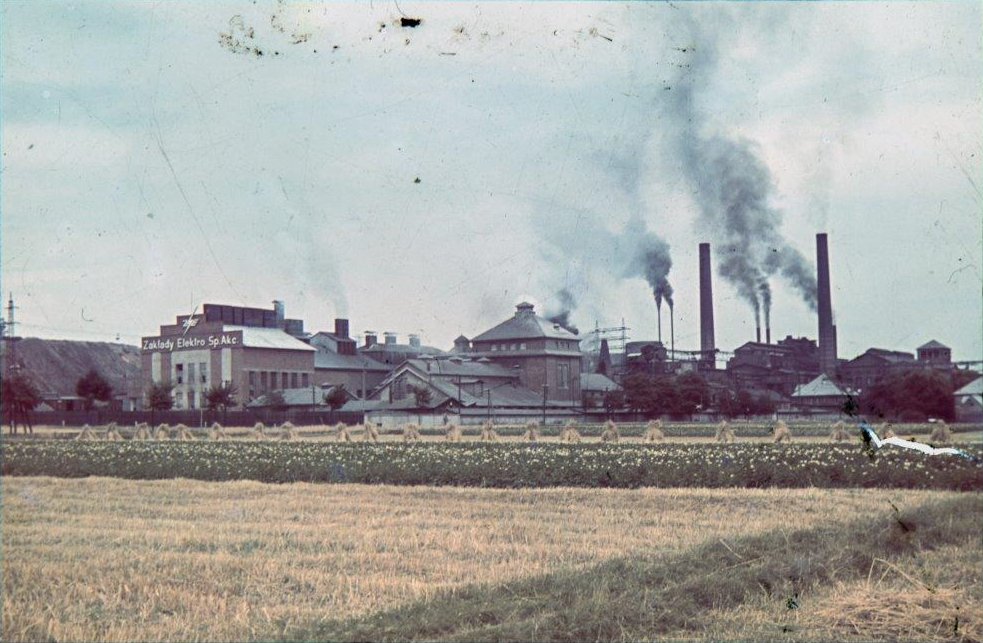
Fotografia Agfacolor wykonana w Polsce w 1939 roku